# Pycnomerus haematodes
Pycnomerus haematodes is een keversoort uit de familie somberkevers (Zopheridae). De wetenschappelijke naam van de soort werd in 1801 gepubliceerd door Johann Christian Fabricius.